# هلنا آرنل
هلنا آرنل (انگلیسی: Helena Arnell; 1697 – ۱ اوت ۱۷۵۱) نقاش اهل فنلاند بود.

## نگارخانه

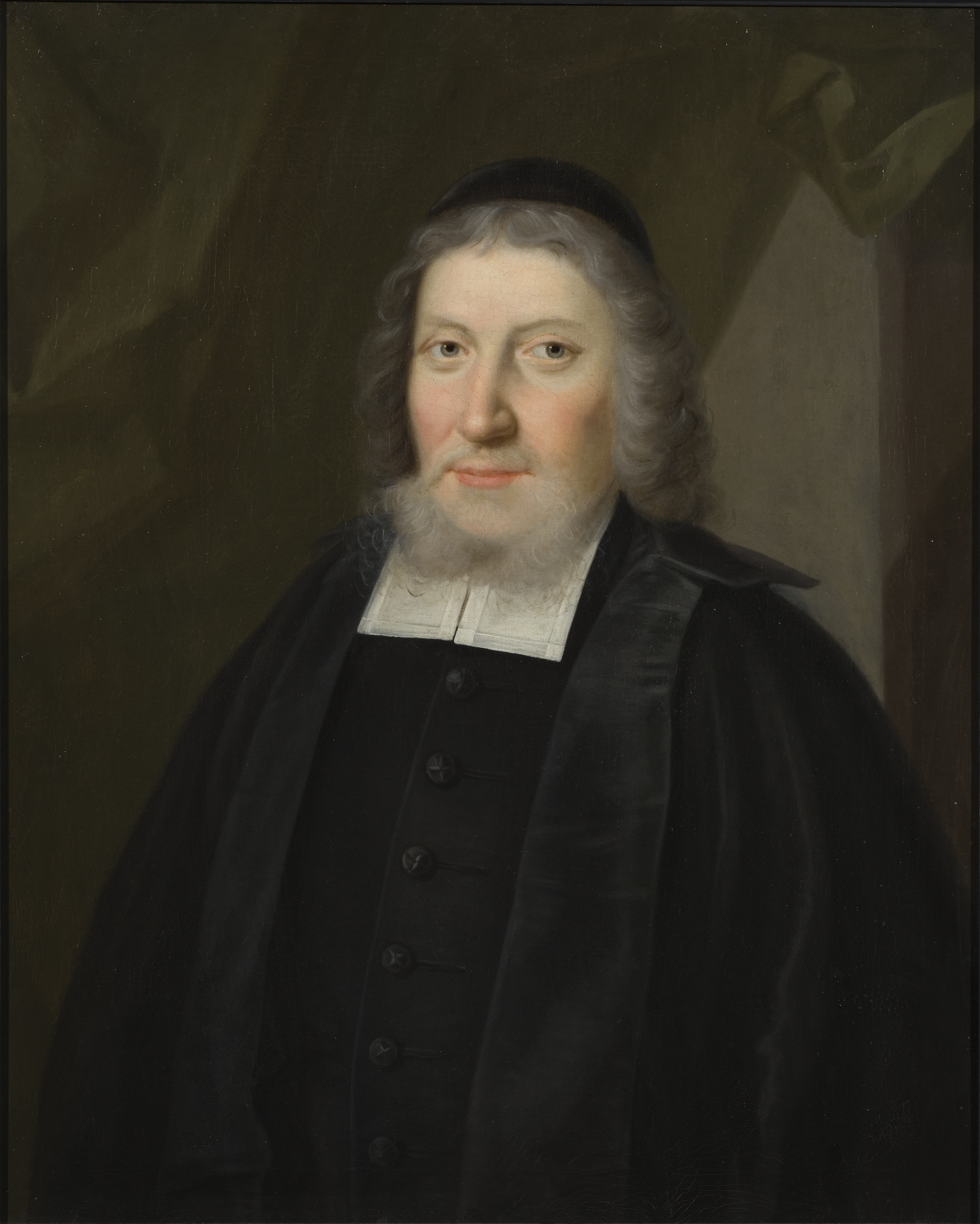
یوهانس هزلیوس
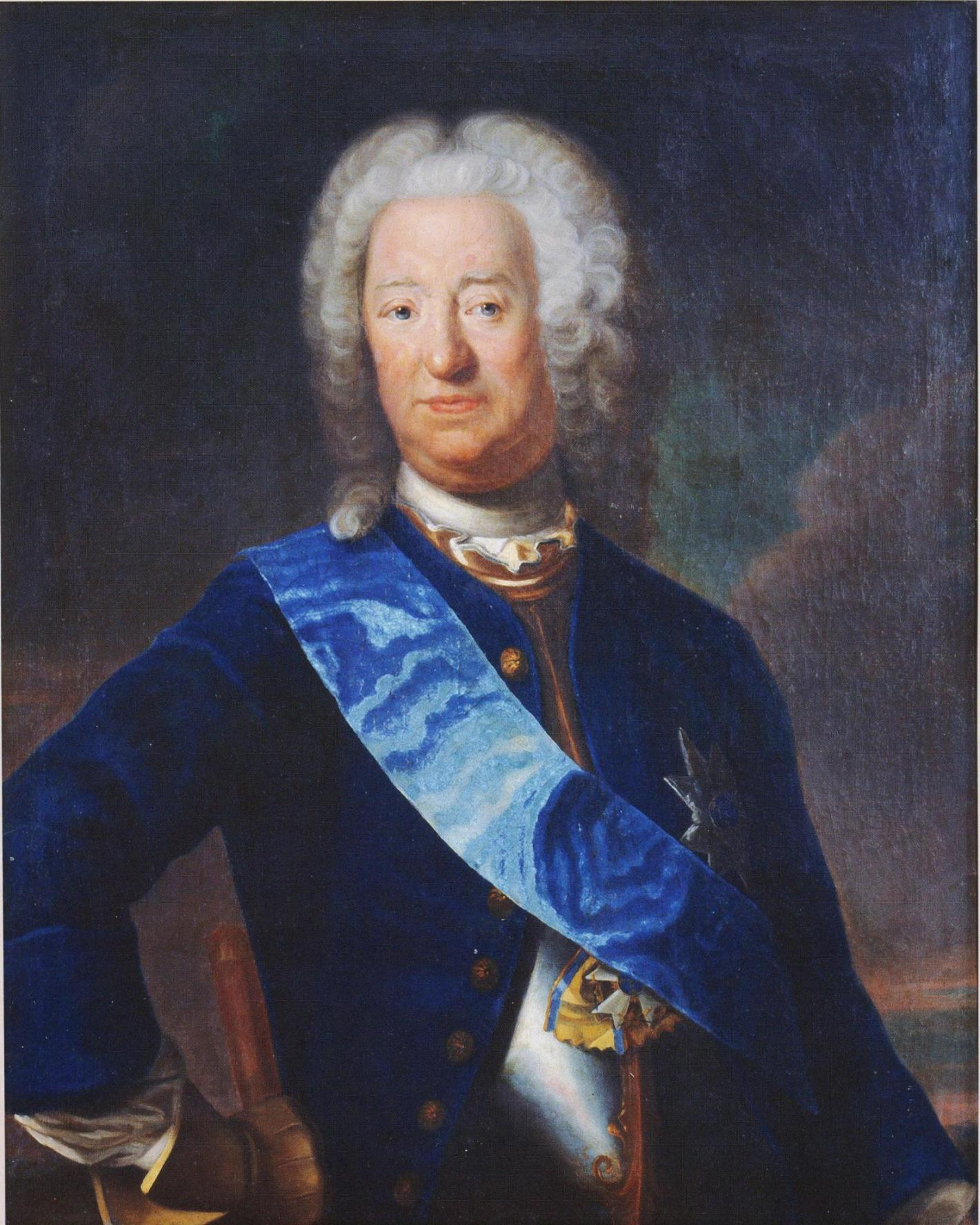
پرتره کارل اولدرمن کرونستد